# Jaromír Velecký
Jaromír Velecký (24. září 1918 Brno – 31. července 1970, Brno) byl český malíř.

## Život
V letech 1940–1941 na uměleckoprůmyslové škole v Brně (Škola uměleckých řemesel – ŠUŘ) studoval speciální obor pro reklamu, grafiku a užitou malbu.